# تپش قلب (فیلم ۱۹۴۶)
«تپش قلب» (انگلیسی: Heartbeat) یک فیلم آمریکایی در سبک رمانتیک و درام به کارگردانی سم وود است که در سال ۱۹۴۶ منتشر شد.

## بازیگران
- جینجر راجرز
- آدولف منژو
- بازیل رتبون
- ادواردو چانلی
- هنری استیونسون
- ایوان لبدف
- ژان-پیر آمون